# Cúllar
Cúllar è un comune spagnolo di 4 929 abitanti situato nella comunità autonoma dell'Andalusia.